# Дератизация

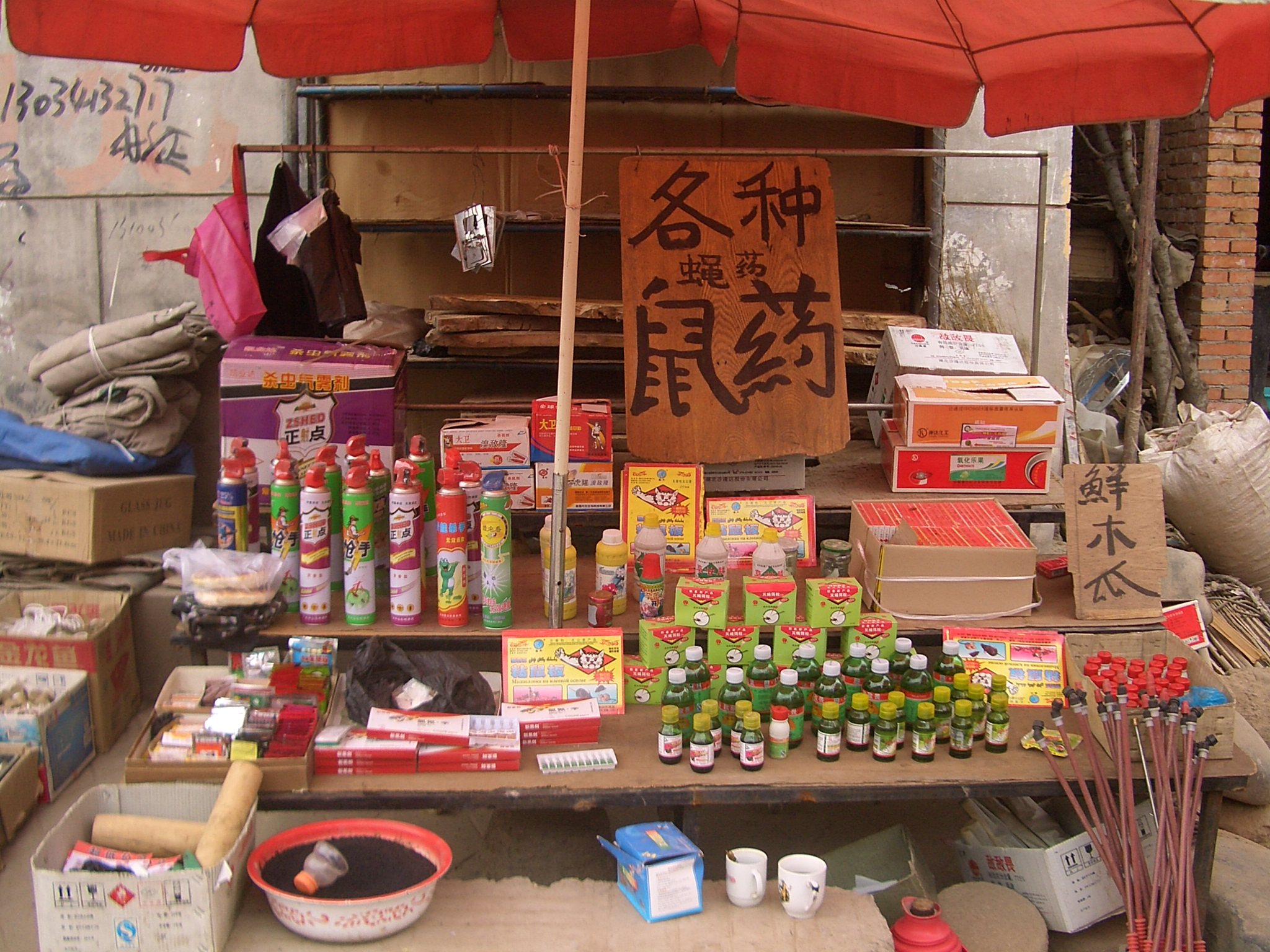
Лоток торговца крысиным ядом и инсектицидами на базаре в г. Линься, пров. Ганьсу, Китай.

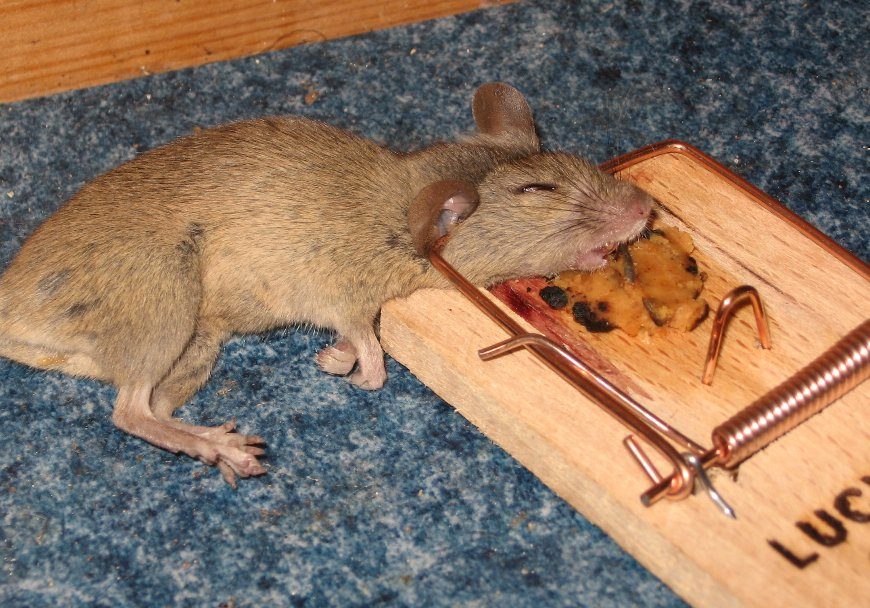
Крыса, погибшая в мышеловке.

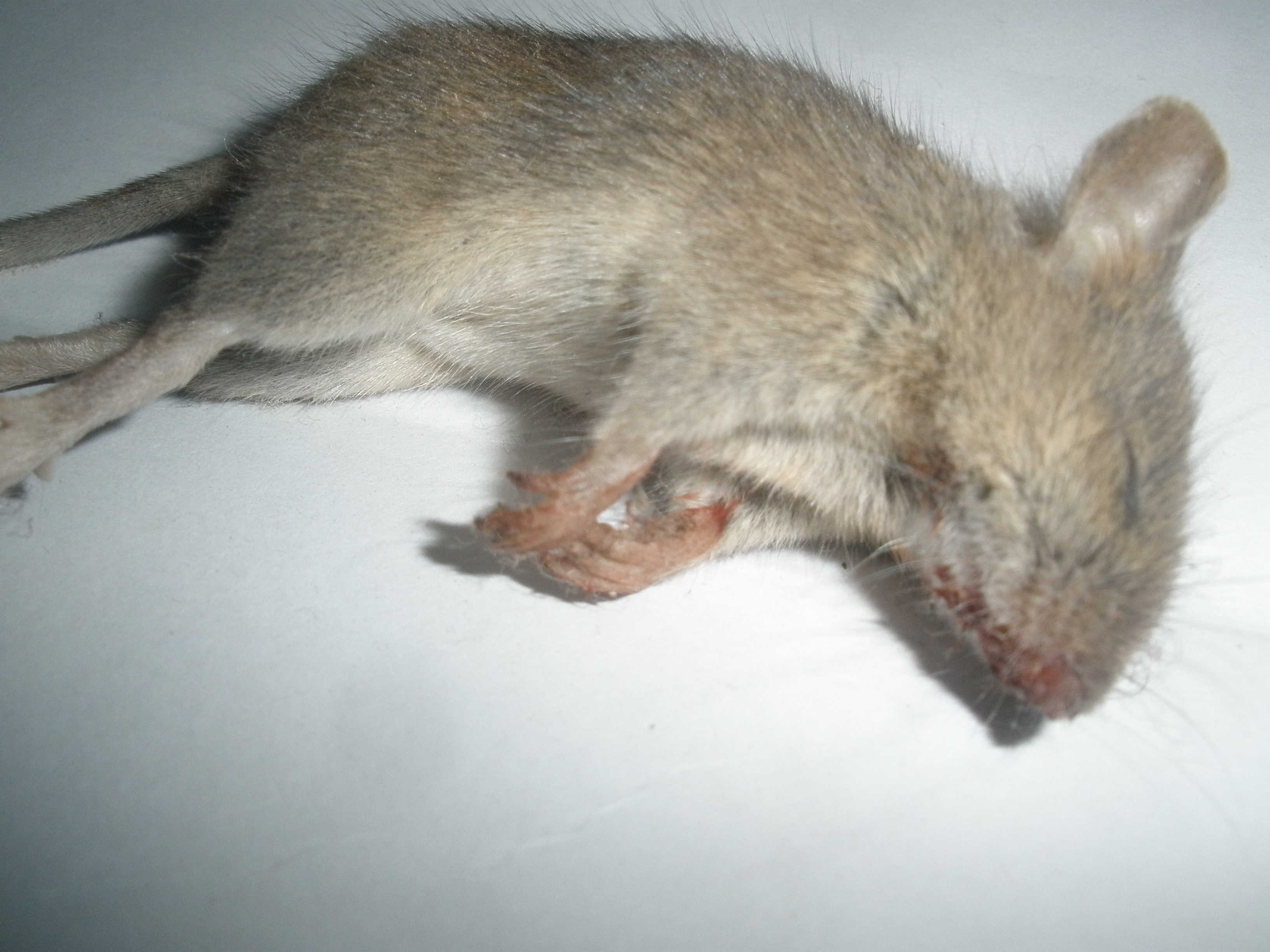
Мышь, отравленная антикоагулянтом

Дератиза́ция (фр. dératisation — дословно «уничтожение крыс») — комплексные меры по уничтожению грызунов (крыс, мышей, полёвок и др.).
Существует несколько различных способов: пищевые ядохимикаты (в виде приманок), капканы (мышеловки), газообразные отравляющие вещества, электронные и клеевые ловушки. В отличие от них, рекламируемые ультразвуковые отпугиватели  имеют эффект лишь во время своей работы, создавая неприятные, а порой невыносимые условия для нахождения человека.. Есть множество высокоэффективных самодельных приспособлений для ловли крыс и мышей. Проблема дератизации против крыс остро встаёт по окончании лета, когда расплодившаяся популяция животных ищет места для зимовки.

## Профилактические меры
Для эффективности дератизации истребительные мероприятия принято сочетать с профилактическими, направленными на создание неблагоприятных условий для гнездования и размножения грызунов, а также на их возможность проникновения в помещения. Для этого вентиляционные ходы заделывают металлической сеткой, окна подвалов и чердаков остекляют, в подвальных помещениях устанавливают электрический барьер, а придомовая территория и кормовые базы в виде мусорных камер и площадок обрабатываются ядами.

## Биологические методы
Исторически признанными средствами против грызунов (мышей и крыс) были и остаются кошки-крысоловы и собаки-крысоловы. Использование патогенных микроорганизмов и паразитов также относится к биологическому методу. Наиболее распространённым вариантом является применение бактериальных культур. Так, например, на основе бактерий Salmonella enteritides var. Issatschenko произведён препарат бактеродентицид. Он представляет собой запаренное зерно, влажностью 52-56 %. В его составе содержится несколько миллиардов опасных бактерий (в расчёте на 1 грамм — 1 миллиард патогенов). Срок годности препарата — 12 месяцев, при температуре хранения от −25 градусов Цельсия до +4. Заражение грызуна происходит при употреблении в пищу всего нескольких таких приманочных зёрен. Контактный путь заражения имеет меньшее значение, поэтому приманка должна равномерно вноситься в норы также, как это делается при обработках химическими препаратами. Были использованы также другие бактерии из группы сальмонелл (штаммы Данича, Мережсковского, Исаченко, Прохорова и штаммы ВКГС). Следует отметить, что применение этого метода ограничено в связи с опасностью неконтролируемого расширения зоны воздействия патогенных микроорганизмов, биологической опасностью применяемых агентов для людей и домашних животных.

## Химические методы
Химический метод борьбы с грызунами подразумевает уничтожение крыс и избавление от мышей посредством препаратов, являющихся ядами для грызунов. Препараты, как правило, размещаются на чердаках и в подвалах, возле мусорных контейнеров, в тёмных углах производственных помещений. Особенно эффективен химический способ борьбы с грызунами против обычных домашних мышей и полёвок.

## Дератизация при помощи электрического тока
Дератизация помещений с использованием электрического тока проводится посредством специальных приспособлений — охранно-защитной дератизационной системы (ОЗДС).
Устройства ОЗДС представляют собой совокупность высоковольтных барьеров, устанавливаемых по периметру заселённых крысами помещений и перекрывающих все возможные места кормления и пути миграции крыс.
Системы были разработаны специально с учётом всех современных санитарно-эпидемиологических требований, стандартов безопасности и ГОСТов.
Также существуют электромышеловки, где крысы и мыши замыкают на себе электрическую цепь на пути к приманке.